# پلی‌آکریلیک اسید
پلی‌آکریلیک اسید (به انگلیسی: Polyacrylic acid) با فرمول شیمیایی (C۳H۴O۲)n یک ترکیب شیمیایی است. 
پلی آکلریک اسید شامل کربومرهای بدون بنزن (کارباپول) می‌باشد که معمولاً در صنایع تولید انواع ژل‌ها استفاده می‌شود. معروف‌ترین کربومر نوع ۶۹۹ و ۳۴۴ می‌باشد و معمولاً برای پایداری از مونو اتیلن گلیکول که مادهٔ اولیهٔ ضدّ یخ نیز می‌باشد به مقدار ۵ درصد استفاده می‌شود. 